# فيرونيكا فريمان
فيرونيكا فريمان (بالإنجليزية: Veronica Freeman)‏ هي مغنية أمريكية، ولدت في 17 ديسمبر 1977 في سان دييغو في الولايات المتحدة.

## وصلات خارجية
- الموقع الرسمي